# Euproctis emilei
Euproctis emilei är en fjärilsart som beskrevs av Griveaud 1973. Euproctis emilei ingår i släktet Euproctis och familjen tofsspinnare. Inga underarter finns listade i Catalogue of Life.